# Neoklassisk økonomi
Begrebet neoklassisk anvendt inden for økonomi bruges i flere forskellige sammenhænge. De to hovedbetydninger er 1) betegnelsen for den dominerende teoriretning fra 1870 til ca. 1930, som efterfulgte de tidligere klassikere, og 2) betegnelsen for den dominerende tankegang inden for økonomisk videnskab i dag; i den sidste betydning bruges neoklassisk økonomi omtrent som synonym for mainstream-økonomi og som modsætning til heterodoks økonomi. Derudover anvendes begrebet af fagfolk i mere specialiserede sammenhænge; man taler således til tider om en neoklassisk produktionsfunktion og om neoklassisk vækstteori.
Skal man give begrebet neoklassisk økonomi en fælles indholdsmæssig betydning, der dækker de forskellige anvendelser, kan man sige, at tankegangen omhandler bestemmelsen af priser, output og indkomstfordeling i markeder via udbud og efterspørgsel, ofte fremkommet som resultat af rationelle beslutninger hos nyttemaksimerende husholdninger og profitmaksimerende virksomheder, som anvender den tilgængelige information til at træffe deres beslutninger.

## Klassiske og neoklassiske økonomer
Moderne økonomisk teori regnes normalt for at starte med udgivelsen af Adam Smiths bog The Wealth of Nations i 1776. Betegnelsen klassisk økonomi blev første gang anvendt af Karl Marx i 1847 og er efterhånden blevet almindeligt anerkendt som betegnelse for de personer, der dominerede økonomisk tænkning fra 1776 til 1870. Blandt de vigtigste klassiske økonomer regnes ofte Adam Smith, Thomas Malthus, David Ricardo, Karl Marx selv og John Stuart Mill.  
I 1870'erne skete der flere afgørende ændringer i den måde, man betragtede økonomi på. De klassiske økonomer havde ikke kunnet forklare, hvorfor en livsnødvendig vare som vand var meget billig, mens diamanter var meget dyre. Løsningen kom med den såkaldte marginalistiske revolution, der forklarede, at det er den ekstra (marginale) nytte af en vare og den ekstra (marginale) omkostning ved at producere en ekstra enhed af varen, der afgør prisen, og ikke den samlede nytte eller omkostning. Marginalismen, dvs. tankegangen om, at det er gevinster og omkostninger på marginalen, der afgør de økonomiske aktørers beslutninger, vandt dermed frem. Dermed blev også differentialregning introduceret i økonomien, og denne matematisering af den økonomiske videnskab var et andet kendetegn. 
Det var praktisk at betegne denne nye tilgang med et særligt begreb for at skelne den fra de hidtidige, klassiske tanker. Det begreb, der efterhånden vandt tilslutning, var "neoklassisk". Ordet neoklassisk blev første gang anvendt af Thorstein Veblen i 1900 i artiklen Preconceptions of economic science for at betegne de marginalistiske økonomer i Alfred Marshalls tradition. Veblen brugte altså ordet specifikt om Marshall, men siden er det blevet udvidet til også at omfatte økonomer som William Stanley Jevons, Carl Menger, Léon Walras og John Bates Clark. Andre vigtige økonomer, der regnes som neoklassiske, er Francis Edgeworth, Vilfredo Pareto, Knut Wicksell og Irving Fisher. 
Den økonomiske teorihistoriker David Colander har anført seks centrale karakteristika ved den tankegang, som udspringer af disse teoretikere, og som derfor kan opfattes som essensen af neoklassikernes tanker:
- Der fokuseres på allokering af resurser på et givet tidspunkt
- En eller anden form for utilitarisme spiller en central rolle i at forstå økonomien
- Der fokuseres på marginale afvejninger
- Der antages langsigtet rationalitet
- Metodologisk individualisme accepteres, dvs. der fokuseres på individers beslutninger
- Der tænkes i et generelt ligevægtsbegreb for hele økonomien, dvs. der fokuseres på samspillet mellem økonomiens forskellige dele.

Den neoklassiske periode regnes normalt for at vare indtil ca. 1930, hvor Keynes' ideer medførte en større omvæltning inden for økonomisk tankegang.

## Keynes og den neoklassiske syntese
Keynes selv bidrog til begrebsforvirringen inden for sit fag, idet han ikke skelnede mellem klassikere og neoklassikere, men omtalte begge grupper som klassikere. Denne sprogbrug blev grebet af Paul Samuelson, der i sin toneangivende lærebog Economics i 1955 skabte begrebet den neoklassiske syntese. Med denne syntese mentes groft sagt en tilstand, hvor neoklassiske begreber og tankegange fortsat blev anvendt inden for mikroøkonomi, mens makroøkonomien var domineret af en keynesiansk tilgang. Man regnede med, at økonomiske aktører som individer og husholdninger i det store og hele optrådte rationelt, hvilket lagde op til fortsat at anvende de neoklassiske mikroøkonomiske metoder; samtidig regnede man imidlertid også med, at der var træghed i pristilpasningen, hvilket er et kernepunkt i keynesiansk tankegang og derfor naturligt fører til en keynesiansk analyse af de makroøkonomiske sammenhænge. Modsat den gamle neoklassiske tankegang troede man derfor ikke længere på, at en laissez faire-økonomi ville kunne skabe fuld beskæftigelse, men med en passende brug af finans- og pengepolitik ville de øvrige neoklassiske tanker stadig være relevante.
Den neoklassiske syntese var det dominerende paradigme i de næste 20 år. Kendte økonomer som John Hicks, Franco Modigliani, Robert Solow og James Tobin arbejdede således inden for syntesens rammer.

## Den neoklassiske syntese udfordres
I midten af 1970'erne blev denne midlertidige konsensus udsat for stigende kritik, især fra nyklassikerne. Der var flere årsager til den neoklassiske synteses krise. Tankegangen havde svært ved at forklare stagflationen i den vestlige verden efter oliekrisen i 1973. Samtidig blev den angrebet intellektuelt af nyklassikerne, der påpegede, at der var en inkonsistens mellem den mikroøkonomiske og den makroøkonomiske tankegang: Sidstnævnte manglede et mikroøkonomisk fundament og var derfor sårbar over for Lucas-kritikken. Svaghederne i den hidtidige syntese gjorde, at den nyklassiske tankegang vandt betydelig udbredelse inden for økonomstanden.

## Nykeynesianerne og den nye neoklassiske syntese
I løbet af 1980'erne voksede de såkaldte nykeynesianere frem som svar på den nyklassiske kritik. De anerkendte princippet om rationelle forventninger og dermed Lucas-kritikken. De mente også ligesom nyklassikerne, at det er vigtigt at have et sammenhængende mikroøkonomisk fundament for makroøkonomien. I modsætning til nyklassikerne, men i overensstemmelse med Keynes' oprindelige tanker lagde de imidlertid vægt på markedsimperfektioner og især på, at priserne og lønningerne i en økonomi typisk vil tilpasse sig med en vis forsinkelse til udefrakommende ændringer eller stød til økonomien. Dette er et kernepunkt i keynesiansk tankegang, idet det kan forklare konjunktursvingninger og samtidig bevirker, at finans- og pengepolitik kan spille en potentielt gavnlig rolle ved at stabilisere økonomien.
Diskussionerne mellem nyklassikere og nykeynesianere har efterhånden ført til det, som mange betegner som den nye neoklassiske syntese. Det er en fusion af elementer fra begge retninger, hvor nyklassikerne grundlæggende bidrog med fremangsmåden i real business cycle-modellerne, og nykeynesianerne bidrog med ufuldkommen konkurrence og pristræghed. I et bidrag fra 1997 opregnes således fire centrale elementer i den nye neoklassiske syntese: intertemporal optimering, rationelle forventninger, ufuldkommen konkurrence og omkostninger ved pristilpasning (såkaldte menuomkostninger).
I 2009 har den kendte nykeynesianske økonom Michael Woodford opsummeret den nye neoklassiske syntese i fem principper:
- Et fundament med en mikrobaseret intertemporal generel ligevægt, dvs. man betragter ikke kun et marked isoleret, men alle de vigtigste markeder i økonomien og deres samspil på en gang. Den intertemporale tilgang medfører, at både kortsigtede og langsigtede virkninger af ændringer i økonomien kan undersøges inden for en enkelt ramme, og de mikro- og makroøkonomiske elementer undersøges ikke længere isoleret fra hinanden. Denne del af syntesen er delvis en sejr for nyklassikerne, men inkluderer også et keynesiansk ønske om at modellere kortsigtsdynamik på aggregeret plan.
- Vigtigheden af at bruge observerede empiriske data, men økonomer fokuserer nu på modeller, der opbygges ud fra økonomisk teori i stedet for at se på mere overordnede korrelationer.
- Rationelle forventninger (hvorved Lucas-kritikken imødekommes). Da der er pristræghed og andre nominelle stivheder, medfører syntesen imidlertid ikke den fuldstændige pengeneutralitet, som de tidlige nyklassikere fremførte.
- Stød af forskellige slags (såvel efterspørgsels- som udbudsstød) kan resultere i svingninger i økonomien og dermed få det faktiske BNP-niveau til at afvige fra det strukturelle.
- Centralbanker kan kontrollere inflationen via deres pengepolitik. Dette er delvis en sejr for monetarismen, men den nye syntese anvender også en opdateret version af Phillipskurven, som trækker på keynesiansk tankegang.

Den nye neoklassiske syntese dominerer mainstream-økonomi i dag, dvs. tankegangen hos de fleste økonomer på universiteter, i centralbanker mv.

## De gamle neoklassikere og moderne mainstream-teori
Blandt andre David Colander har kritiseret sammenblandingen af terminologi, når de ældre neoklassikere og moderne mainstream-teori betegnes med samme udtryk. Selvom de tidligere nævnte seks centrale karakteristika ved de ældre neoklassikere også kan genfindes i moderne økonomi, afviger mainstream-økonomer på mange måder fra dem. Den vægt på intertemporale sammenhænge, som er karakteristisk i dag, er således lige modsat fokuseringen på resurseallokering på et givet tidspunkt, og utilitarisme spiller heller ikke en vigtig rolle i økonomiske debatter i dag. Han mener, at moderne mainstream-økonomi er så forskelligartet, så den i det hele taget dårligt kan defineres indholdsmæssigt, men snarere ud fra sin metodiske tilgang som "studiet af økonomien og økonomisk politik ved hjælp af empirisk testbare modeller". Derfor har han foreslået at erstatte betegnelsen neoklassisk økonomi som betegnelse for moderne mainstream-økonomi med new millennium economics.